# Maks Bajc
Maks Bajc, slovenski gledališki in filmski igralec, * 7. oktober 1919, Ljubljana, Slovenija, † 25. september 1983.

## Življenje in delo
Po koncu vojne je začel nastopati v ansamblu Drama Slovenskega narodnega gledališče v Ljubljani, bil nato v sezonah član Mestnega gledališča ljubljanskega, nato do smrti ponovno ljubljanske Drame. Nastopal je v vrsti srednjih in manjših karakternih vlog, poudarjenih s toplo človeško noto. Med drugimi vlogami je bil Pisek (Ivan Cankar Hlapci), Maks (Lojz Kraigher Školjka), Golčov (Ivan Potrč Kreflova kmetija), Tomšič (Bratko Kreft Kreature). Veliko je igral tudi v filmih, televizijskih dramah in radijskih igrah.

## Celovečerni filmi
- Balada o trobenti in oblaku
- Grajski biki
- Tri četrtine sonca
- To so gadi
- Cvetje v jeseni